# Terrestrial Trunked Radio
TETRA (ang. TErrestrial Trunked Radio (dawniej TransEuropean Trunked Radio)) – stworzony przez Europejski Instytut Norm Telekomunikacyjnych (ETSI) otwarty standard cyfrowej radiotelefonicznej łączności dyspozytorskiej (trankingowej), powstały z przeznaczeniem zwłaszcza dla służb bezpieczeństwa publicznego i ratownictwa.
Głównym powodem wykorzystywania tego systemu jest możliwość korzystania z narzędzia komunikacyjnego, zapewniającego koordynację funkcjonowania i niezakłóconą współpracę takich służb jak policja, straż pożarna, pogotowie ratunkowe, a także innych służb bezpieczeństwa publicznego.

## Zasada działania
TETRA wykorzystuje wielodostęp z podziałem czasowym TDMA (Time Division Multiple Access), który pozwala udostępnić w jednym kanale radiowym o szerokości 25 kHz 4 niezależne szczeliny czasowe umożliwiające korzystanie z 4 niezależnych kanałów komunikacyjnych. Pozwala to prowadzić 4 niezależne rozmowy telekomunikacyjne, bądź przesyłać w tym samym czasie dane. Gdy użytkownik sieci chce skorzystać z systemu – na przykład przeprowadzić rozmowę telefoniczną – wysyła prośbę o połączenie, które jest mu udostępniane w nie dłużej niż pół sekundy. Gdy przy dużej liczbie użytkowników zajęte są wszystkie kanały, a konieczne jest przeprowadzenie bardzo ważnej rozmowy telefonicznej (na przykład połączenia alarmowego w sytuacji zagrożenia zdrowia lub życia ludzi) zajęcie wszystkich kanałów eliminuje się za pomocą sprawnego operowania priorytetami połączeń. Połączenia alarmowe są w takiej sieci traktowane nadrzędnie i w razie potrzeby kanał zajęty innym połączeniem jest zwalniany, co jest bardzo ważne do wspominanego już skoordynowanego działania wielu służb bezpieczeństwa publicznego.
Najnowsze osiągnięcia systemu TETRA przynoszą poza możliwością komunikacji głosowej (także szyfrowanej), integrację usług z lokalizacją za pomocą systemu GPS, dostęp do baz danych (Internet, instytucjonalne intranety z prędkością do 28,8 kbps), przesyłanie komunikatów statusowych (odpowiednik SMS), czy ostatnio także implementację WAP.

## Główne cechy systemu TETRA
Podsumowując standard TETRA zapewnia:
- komunikację czterema niezależnymi kanałami;
- zestawienie połączenia w czasie 300 ms;
- automatyczne zwalnianie zajętych kanałów dla połączeń priorytetowych;
- transmisję danych z prędkością do 28,8 kb/s;
- dostęp do sieci transmisji danych i publicznej sieci telefonicznej;
- możliwość wysyłania wiadomości tekstowych SDS (ang.Short Data Service, odpowiednik SMS);
- obsługę poczty elektronicznej (e-mail);
- możliwość rozszerzenia zasięgu systemu przez użycie przewoźnego przemiennika;
- łączność bezpośrednią (radio do radia) poza zasięgiem systemu;
- dostęp do baz danych bezpośrednio z radiotelefonu użytkownika;
- kodowanie przekazywanych informacji, oraz użycie innych dodatkowych zabezpieczeń;
- w pełni dupleksowe połączenia głosowe (jak w telefonii komórkowej)
- podwójny a nawet poczwórny wzrost wykorzystania pasma w porównaniu z systemami analogowymi
- podział obszarów stacji bazowych na sektory
- bardzo szybką transmisję danych
- wydajniejsze wielokrotne wykorzystanie częstotliwości kanałowych
- eliminację szumów od innych użytkowników

## Standardy TETRA
- standard transmisji danych i głosu V+D Voice Plus Data
- standard PDO – Packet Data Optimized,

Standard V+D tworzy własny system trankingowy drugiej generacji a standard PDO określa radiowy system transmisji pakietów.

## Warstwa fizyczna systemu TETRA
System TETRA posiada następujące parametry warstwy fizycznej
- szerokość kanału to – 25 kHz
- każda nośna transmituje cztery kanały w trybie TDMA

System TETRA działa na zasadzie TDMA z czterema kanałami fizycznymi. Odstęp pomiędzy nośnymi wynosi 25 kHz, ramka trwa 56,67 ms i jest podzielona na cztery szczeliny czasowe (po 14,1675 ms).

## Częstotliwości stosowane w Europie
- TX: 380–390 MHz RX: 390–400 MHz
- TX: 410–420 MHz RX: 420–430 MHz
- TX: 450–460 MHz RX: 460–470 MHz
- TX: 870–888 MHz RX: 915–933 MHz

## Zastosowanie
Do tej pory działa już kilkaset rozbudowanych sieci TETRA w ponad 125 krajach na całym świecie.

### Najważniejsze wdrożenia systemu TETRA na świecie
- największa na świecie ogólnokrajowa sieć TETRA dla służb publicznych w Niemczech BDBOS[1].
- ogólnokrajowa sieć TETRA dla służb publicznych w Finlandii VIRVE
- krajowa sieć AIRWAVE w Wielkiej Brytanii,
- system TETRA na potrzeby Igrzysk Azjatyckich 2010 roku w Chinach[2].
- metra w Londynie,
- ogólnokrajowa sieć TETRA dla służb publicznych w Szwecji RAKEL[3].
- systemu służb bezpieczeństwa publicznego na wyspie Jersey,
- systemu miejskiego w Madrycie,
- najdłuższy rurociąg świata Transnieft wyposażony w łączność TETRA[4].
- systemu miejskiego w Kapsztadzie,
- Dubai, ZEA współdzielona sieć TETRA
- sieci kolei i policji w Hongkongu,
- największa miejski system TETRA dla Policji w Chinach
- policji w Korei Południowej,
- linii lotniczych Iberia,
- systemu pilotowego w Niemczech,
- systemu kolei w Malezji,
- systemu służb bezpieczeństwa publicznego w Holandii,
- Państwa Watykan
- System łączności dyspozytorskiej w Tauron-Dystrybucja[5].

i w wielu innych krajach i dla wielu różnych służb.
Lokalne systemy dla potrzeb Policji w Warszawie, Krakowie, Szczecinie, Łodzi. We Wrocławiu w system TETRA została wyposażona komunikacja miejska MPK jak i również Straż Miejska w radiotelefony zostały wyposażone także pojazdy straży pożarnej i pogotowia ratunkowego. Jednak w przeciągu paru lat z tych dwóch służb system TETRA został wycofany praktycznie w stu procentach ze względu na powtarzające się problemy z zasięgiem (nadal wykorzystywana jest tylko jedna stacja bazowa przy ul. Łowieckiej, choć planowane było wybudowanie większej liczby stacji). System uruchomiono w drugiej połowie 2002 r, udział brały poznańskie firmy: Emax i Tele-Com. Podobnie w Gdańsku, pojazdy ZKM wyposażone są w TETRĘ. W system zaopatrzone są również pojedyncze pojazdy pogotowia. System TETRA wydaje się być optymalnym rozwiązaniem dla służb porządku publicznego i ratownictwa. Najważniejszym ograniczeniem w uruchomieniu tego systemu w Polsce jest jego koszt, który dla kompleksowego wdrożenia na obszarze całego kraju może wynieść kilka miliardów złotych.

## Usługi oferowane przez system TETRA
System tetra oferuje wiele usług w trybie komutacji pakietów jak i kanałów. Podobnie jak w systemie GSM. W systemie TETRA usługi są podzielone na dwie kategorie usługi przenoszenia i teleusługi.
Teleusługi oferują pięć różnych połączeń głosowych:
- połączenie indywidualne
- połączenie grupowe
- połączenie bezpośrednie (ang. DMO – Direct Mode Operation) Potęga trybu DMO w TETRZE
- połączenie grupowe z potwierdzeniem
- połączenie rozsiewcze

Usługi przenoszenia oferują:
- transmisję cyfrową danych i głosu z szybkością od 7,2 do 28,8 kbit/s
- pakietową transmisję typu punkt-punkt
- pakietową transmisję w trybie bezpołączeniowym w formacie punkt-punkt.

Dodatkowe usługi systemu TETRA:
- możliwość uzyskania autentyczności abonenta
- możliwość dyskretnego podsłuchu abonenta
- możliwość przerywania trwających połączeń
- ustawienia priorytetów wykonywania połączeń
- identyfikowanie abonenta
- tworzenie grup abonentów

## Krótka historia
- W 1990 r. ETSI rozpoczyna prace nad systemem cyfrowego standardu radiowego bazując na dotychczasowych doświadczeniach z sieci GSM i analogowych systemów radiowych (ang. Trunked radio systems)[6].

- W 1994 r. w swoim ośrodku w Basingstoke w Wielkiej Brytanii Motorola zademonstrowała pierwsze na świecie połączenie radiowe w standardzie TETRA w paśmie 380-400 MHz[7].

- W roku 1995 ETSI przygotował pierwsze standardy TETRA. Pierwsze oficjalne publikacje dostępne w lutym 1996 r.

- Pierwszy na świecie test „Beta”, sprawdzający działanie systemu TETRA, miał miejsce na wyspie Jersey w 1996 r. Odbył się on przy wykorzystaniu infrastruktury i terminali TETRA Motoroli.

- Motorola uruchomiła pierwszy operacyjny system TETRA złożony z wielu stacji bazowych w 1997 r. – system dla policji na wyspie Jersey.

- Od maja 1998 roku zaczyna działać pierwsza na świecie ogólnokrajowa sieć bezpieczeństwa publicznego TETRA VIRVE w Finlandii (zbudowana przez dział PMR Nokii, obecnie Cassidian)

- Pierwsza demonstracja przesyłania głosu i danych – tzw. krótkich wiadomości („Short Data”) odbyła się na Węgrzech w 1999 r.

- W październiku 2000 r. Motorola zawarła pierwszy w Azji kontrakt na dostawę systemu TETRA w paśmie 800 MHz dla sieci kolei KCRC w Hongkongu.

- 2000 r. – od września tego roku działa następna ogólnokrajowa sieć bezpieczeństwa publicznego TETRA ASTRID w Belgii (zbudowana przez dział PMR Noki, obecnie Cassidian)

- 2001 r. – pierwsze na świecie połączenie w komercyjnej w sieci TETRA w Helsinki Energy (zbudowanej przez dział PMR Noki, obecnie Cassidian)

- Pod koniec roku 2001 ETSI publikuje drugą wersję standardu TETRA.

- W maju 2002 r. Motorola została pierwszym producentem, który przedstawił i dostarczył rozległą sieć TETRA w pełni opartą na protokole internetowym (IP) dla mm02 Airwave (policja brytyjska).

- W 2002 r. Motorola przekazała do eksploatacji najnowocześniejszy w Europie System Wspomagania Dowodzenia (SWD) dla Komendy Stołecznej Policji w Warszawie. Jednym z głównych elementów SWD jest system cyfrowej łączności radiowej TETRA. Systemy TETRA Motoroli zostały również zainstalowane we wszystkich pozostałych SWD dla policji w Łodzi, Szczecinie i Krakowie.

- W 2003 r. dział PMR firmy Nokia (obecnie Cassidian) przekazała zaawansowany system TETRA na potrzeby Wyższej Szkoły Policji w Szczytnie[8].

- Pod koniec 2005 r. ETSI publikuje ostateczną wersję standardu TETRA 2. W porównaniu do pierwszej wersji standard jest rozszerzony o nowe usługi. Jest to obecnie podstawowy standard systemu TETRA[9].

- System TETRA został wykorzystany przy organizacji Igrzysk Olimpijskich w Pekinie 'Beijing 2008' do zapewnienia komunikacji dla niemal 90 tysięcy użytkowników, dostawcą systemu była firma EADS[10].

- System TETRA był również wykorzystywany podczas Zimowej Olimpiady w Soczi w 2014 roku[11].